# Anthurium lezamae
Anthurium lezamae är en kallaväxtart som beskrevs av Eizi Matuda. Anthurium lezamae ingår i släktet Anthurium och familjen kallaväxter. Inga underarter finns listade.